# Ponikva (pećina)
Ponikva je pećina u Bosni i Hercegovini koja se koristi i kao tunel. Nalazi se u okolici Vareša.
Pećina se sastoji od jednog glavnog kanala koji ujedno služi kao tunel te dva manja aktivna kanala. U jednom od sporednih kanala ponire rječica Ponikva. Postoji i nekoliko fosilnih kanala.
Kroz pećinu prolazi lokalna, makadamska cesta koja povezuje Vareš s dolinom Krivaje. Na nekoliko mjesta je proširena kako bi kroz nju nesmetano mogli prometovati veći kamioni.
U pećini živi više vrst šišmiša.